# Louis V de Rohan-Guéméné
Louis V de Rohan-Guémené (1513 - 4 mai 1557) est seigneur de Guéméné de 1527 à 1557.

## Biographie
Louis V de Rohan-Guémené est le fils unique de Louis IV de Rohan-Guémené et de son épouse Marie de Rohan, fille du vicomte Jean II de Rohan et de la princesse Marie de Bretagne.
À la mort de son père en 1527 il devient seigneur de Guémené, La Roche-Moysan, Montbazon, Sainte-Maure et baron de Lanvaux.
En 1540, à la mort de son cousin Claude de Rohan, évêque de Cornouaille, il devient le chef de la « lignée agnatique » de la maison de Rohan, bien que les possessions et le blason de la branche ainée soient passés par mariage à René Ier de Rohan-Gié, membre d'une branche cadette des Rohan-Guémené.
Louis V resta fidèle à la religion catholique, tandis que les Rohan-Gié embrassèrent le protestantisme.
La baronnie de Montbazon fut érigée en comté en faveur de Louis V de Rohan-Guéméné par lettre d'Henri II, roi de France en février 1547 en souvenance des grands services rendus à la couronne de France par le baron et ses prédécesseurs.

## Union et descendance
Louis V épouse par contrat du 18 juin 1529 Marguerite de Laval (1518-?), fille de Guy XVI de Laval et d'Anne de Montmorency. Ses enfants furent:
- Louis VI de Rohan-Guémené (1540-1611), créé 1er prince de Guéméné en 1571 ;
- Renée de Rohan-Guémené (1542-1573), mariée 1º à François de Rohan-Gié († 1559), 2º à René de Laval-Montmorency († 1562), seigneur de Loué, et 3º à Jean de Laval-Montmorency(† 1578), marquis de Nesle, frère ainé de René de Laval, dont posterité du troisième mariage:
  - Guy III de Laval-Montmorency (1565-1590).